# Open speldenkussentje
Open speldenkussentje (Pertusaria hymenea) is een korstmossoort uit de familie Pertusariaceae. Het komt voor in oude loofbossen en op landgoederen. 

## Determinatie
Uiterlijke kenmerken
Open speldenkussentje is een korstvormig korstmos met gelig grijs tot donkergrijs, vrij dik (tot ca. 1 mm) thallus. De structuur is wrattig en bobbelig. Apotheciën zijn meestal ingezonken in thalluswratten en zijn rond, bleekbruinig tot grijzig en altijd aanwezig. Met C+ reageert het thallus naar geel en met KC+ naar oranje.
Microscopische kenmerken
De asci zijn 8-sporig. De ascosporen zijn kleurloos en nauw elliptisch.

## Verspreiding
In Nederland is open speldenkussentje zeer zeldzaam. Het meest wordt het waargenomen op de Veluwe en in de duinen. Sporadisch komt het op andere plaatsen voor. Het staat op de Nederlandse Rode Lijst in de categorie 'kwetsbaar'.